# Gusen (Gemeinde Langenstein)
Gusen ist ein Ort am Mühlviertler Donauufer im Linzer Becken in Oberösterreich wie auch Hauptort und Ortschaft der Gemeinde Langenstein im Bezirk Perg.

## Geographie
Das Dorf Gusen befindet sich gut 14 Kilometer südöstlich des Stadtzentrums von Linz, 13 Kilometer westlich von Perg, unweit St. Georgen an der Gusen. Es liegt etwa 3 Kilometer oberhalb der Gusen-Mündung, gut 2 Kilometer ab von der Donau, am Fuß des Frankenbergs auf um die 250 m ü. A. Höhe.
Die Ortschaft Gusen umfasst gut 260 Gebäude mit 864 Einwohnern. Es liegt an der L569 Pleschinger Straße, der alten Donauuferstraße nach Linz, die neuere B3 passiert südlich. Eine bis heute eigenständige Ortslage ist Gusen-Dorf südlich der L569 mit etwa 30 Adressen.

## Nachbarorte und -ortschaften
| Stacherlsiedlung                                      | Kirchberg (O Frankenberg)                   | Hart                                          |
| Abwinden (O, Gem. Luftenberg a. d. D.)                | Kompassrose, die auf Nachbargemeinden zeigt | Langenstein (O)                               |
| Donau: Kwk. Abwinden-Asten (Gem. Luftenberg a. d. D.) | Kronau (O, Gem. Enns, Bez. Linz-Land)       | Donau Enghagen (O, Gem. Enns, Bez. Linz-Land) |

## Geschichte

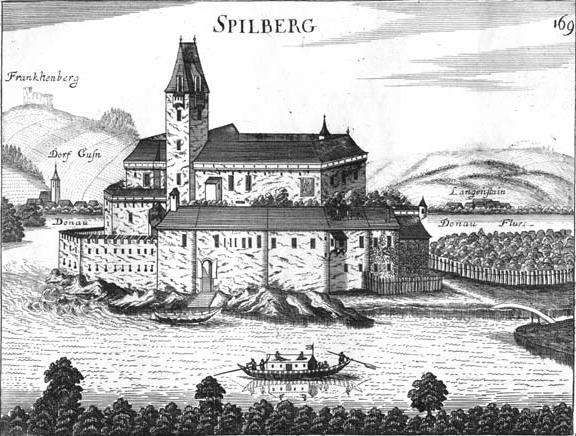
Spielberg, G.M. Vischer 1672; hinten die Orte Dorf Guʃn und Langenʃtain, darüber Ruine Frankenberg

Den alten Siedlungsraum dokumentiert der Berglitzl, der bis in das Aurignacien (vor um 120.000–40.000 Jahren) zurückgeht, und damit zu den ältesten kulturellen Zeugnisse Europas gehört. Nordwestlich vom Dorf Gusen wurde in den Jahren 1941–43 ein Gräberfeld aus der späten Bronzezeit (1300–800 v. Chr.), mit etwa 200 urnenfelderzeitlichen Bestattungen freigelegt.
Der eigentliche Stammort ist das heutige Gusen-Dorf direkt an der damaligen Mündung der Gusen in die Donau. Der Name ist also ganz traditionell als ‚Ort an der Mündung der Gusenflusses‘ zu verstehen, deren Name zu althochdeutsch gussi „Guß, Flut, Überschwemmung“ steht.
Der Ort erscheint schon zwischen 1220 und 1230 im Urbar des Herzogs Leopold VI. von Österreich und Steiermark als De urbor Stein et Gusen und ist mit 6 Häusern landesfürstlich.
Der Ansitz des Geschlechtes der Gusner, die von 1342 bis 1437 aufscheinen, wird auf der Felskuppe beim Haus Nr. 15 vermutet. Zwischen Gusen–Frankenberg und fränkisch-bairischen und slawisch-awarischen Siedlungszonen war. Letzteres wird vermutlich auch durch das Kuriosum unterstrichen, dass die Flur- und Hofformen des Dorfes Langenstein bis heute dem Typus des Waldviertler Dreiseithofes entsprechen, während in den weiter westlich gelegenen Ortsteilen Gusen und Frankenberg der Traunviertler Vierkanthof überwiegt.
Noch im Franziszäischen Kataster (um 1830) erscheinen die Häuser Gusen-Dorf 23–23 direkt am Donauufer gelegen, nördlich am Fuß des Langenbergs erscheint nur der Mayrhof im Grubhof (Mayrhausstraße/Kapellenstraße, heute Heimathaus).
Matthias Koch beschreibt 1854 das Dorf „am Fuße der Berge anmuthig gelegen.“
Der Ort gehörte zur Herrschaft Steyregg,  und gehört bis heute zur Pfarre St. Georgen.
Die heutige L569 ist die alte Hauderer-Straße des Donaunordufers.
Nördlich des Orts befinden sich bedeutende Granitsteinbrüche (Dirnbergerbruch für Mauthausner Granit, ab 1840), heute Firma Poschacher (1878 als Aktiengesellschaft für Straßen- und Brückenbauten gegründet). Dort wurde 1938 das KZ Gusen, eine Erweiterung des KZs Mauthausen, angelegt (Lager I), und 1944 westlich das KZ Lager II. Von hier führte auch die Schleppbahn nach St. Georgen, zu den dortigen Anlagen (Granitwerke, Werk Bergkristall). Insgesamt starben 1940–45 hier an die 45.000 Menschen. Auf diesem Areal befindet sich heute der eigentliche Ort Gusen, der erst nach 1955 entstand, als das Areal an die Republik fiel und dann aufgeschlossen und verkauft wurde. Anlagenteile (auf dem Areal Poschacher) stehen unter Denkmalschutz, im Ortskern das 1961–65 erbaute Memorial Gusen, und vom Besucherzentrum führt der Audioweg Gusen nach St. Georgen.

## Bevölkerung
| Hzgt. Bayern | EHzgt. Österr. | Krld. Österr. o.d.Enns (Kthm. Österr. / Österr.-Ugrn.) | Krld. Österr. o.d.Enns (Kthm. Österr. / Österr.-Ugrn.) | Krld. Österr. o.d.Enns (Kthm. Österr. / Österr.-Ugrn.) | Krld. Österr. o.d.Enns (Kthm. Österr. / Österr.-Ugrn.) | Krld. Österr. o.d.Enns (Kthm. Österr. / Österr.-Ugrn.) | Krld. Österr. o.d.Enns (Kthm. Österr. / Österr.-Ugrn.) | Bld. Ober- österr. ([1.] Rep. Österr.) | Bld. Ober- österr. ([1.] Rep. Österr.) | Gau Oberdonau (Dt. Reich) | Bld. Oberösterreich ([2.] Rep. Österr.) | Bld. Oberösterreich ([2.] Rep. Österr.) | Bld. Oberösterreich ([2.] Rep. Österr.) | Bld. Oberösterreich ([2.] Rep. Österr.) | Bld. Oberösterreich ([2.] Rep. Österr.) | Bld. Oberösterreich ([2.] Rep. Österr.) | Bld. Oberösterreich ([2.] Rep. Österr.) |
| 1230 ∗       | 1539           | 1825                                                   | 1869                                                   | 1880                                                   | 1890                                                   | 1900                                                   | 1910                                                   | 1923                                   | 1934                                   | 1939                      | 1951                                    | 1961                                    | 1971                                    | 1981                                    | 1991                                    | 2001                                    | 2011                                    |
| –            | –              | –                                                      | 246                                                    | 268                                                    | 305                                                    | 298                                                    | 353                                                    | 312                                    | 303                                    | –                         | 378                                     | 673                                     | 1016                                    | 1080                                    | 1238 –                                  | 1131 917                                | – 849                                   |
| 6            | 22             | 35                                                     | 36                                                     | 36                                                     | 39                                                     | 39                                                     | 44                                                     | 44                                     | 44                                     | 257                       | 54                                      | 114                                     | 181                                     | 237                                     | 294                                     | 326 265                                 | –                                       |

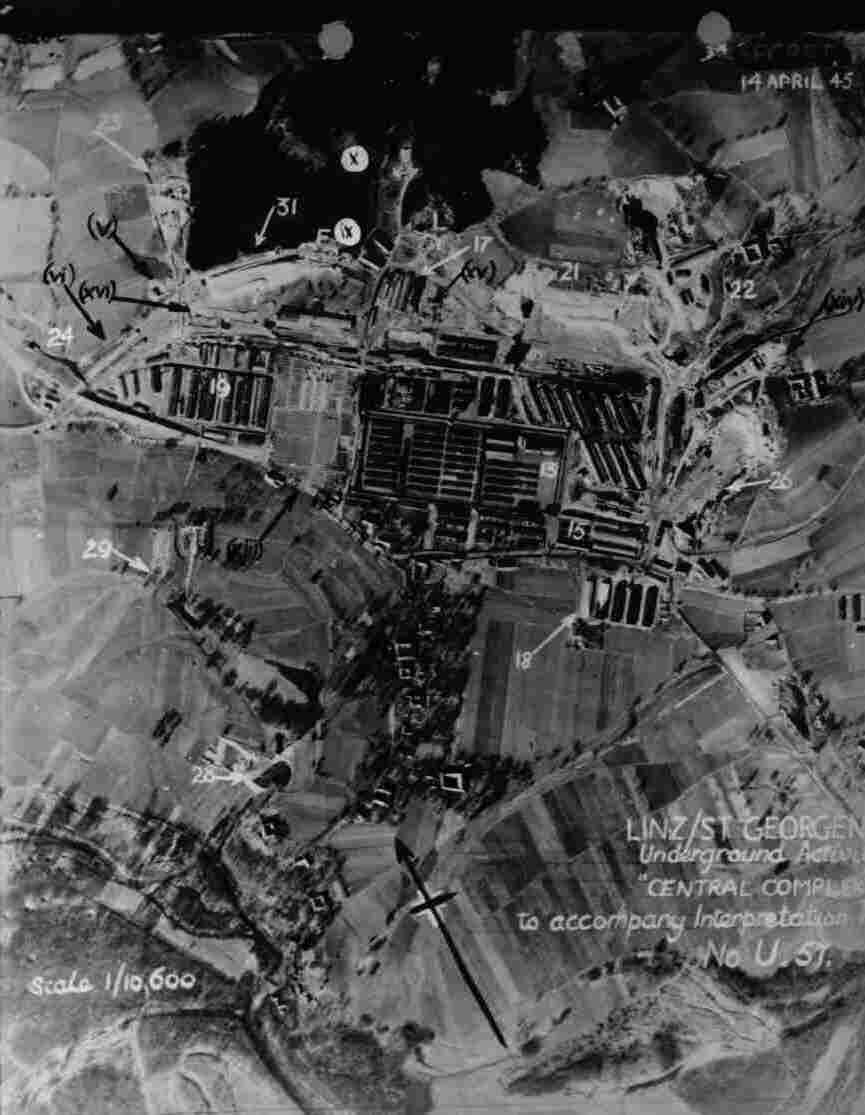
Alliierte Luftaufnahme, 14. April 1945: Untere Bildhälfte Gusen-Dorf, obere das seinerzeitige KZ-Areal.

bis 1951: hauptsächlich Gusen-Dorf
1991/2001: mit, dann ohne neuer O Stacherlsiedlung

## Sehenswürdigkeiten
- Berglitzl
- Memorial Gusen mit Audioweg Gusen